# Сент-Аве
Сент-Аве (фр. Saint-Avé) — коммуна на северо-западе Франции, находится в регионе Бретань, департамент Морбиан, округ Ван, кантон Ван-3. Крупнейший пригород Вана, примыкает к нему с северо-востока, в 1,5 км от национальной автомагистрали N166.
Население (2019) — 11 895 человек.

## Достопримечательности
- Церковь Святых Гервасия и Протасия XV века, существенно перестроенная в XIX веке
- Часовня Нотр-Дам-дю-Лок XV века
- Шато Рюйяк XV века
- Шато Борегар XVIII века, с 2014 года — офис транспортной корпорации Rouxel
- Шато Плезанс XVII века
- Особняк Коэдиго-Маланфан XVI века
- Усадьба Крескер XVII—XVIII веков, коммунальная собственность

## Экономика
Структура занятости населения:
- сельское хозяйство — 0,9 %
- промышленность — 8,6 %
- строительство — 9,3 %
- торговля, транспорт и сфера услуг — 38,7 %
- государственные и муниципальные службы — 42,5 %

Уровень безработицы (2018) — 11,9 % (Франция в целом — 13,4 %, департамент Морбиан — 12,1 %). 

Среднегодовой доход на 1 человека, евро (2018) — 23 270 (Франция в целом — 21 730, департамент Морбиан — 21 830).

## Демография
Динамика численности населения, чел.

## Администрация
Пост мэра Сент-Аве с 2014 года занимает Анн Галло (Anne Gallo). На муниципальных выборах 2020 года возглавляемый ею левый блок одержал победу в 1-м туре, получив 55,91 % голосов.
| Период | Период | Фамилия        | Партия                  | Примечания                                                                     |
| ------ | ------ | -------------- | ----------------------- | ------------------------------------------------------------------------------ |
| 1945   | 1983   | Пьер Ле Нуай   |                         |                                                                                |
| 1983   | 1989   | Мишель Алланик |                         | сельскохозяйственный инженер                                                   |
| 1989   | 2014   | Эрве Пеллуа    | Социалистическая партия | агроном, депутат Национального собрания, член Генерального совета департамента |
| 2014   |        | Анн Галло      | Разные левые            | консультант по исследованиям, вице-президент Регионального совета Бретани      |

## Побратимы
- Альтенвальд, Германия

## Галерея

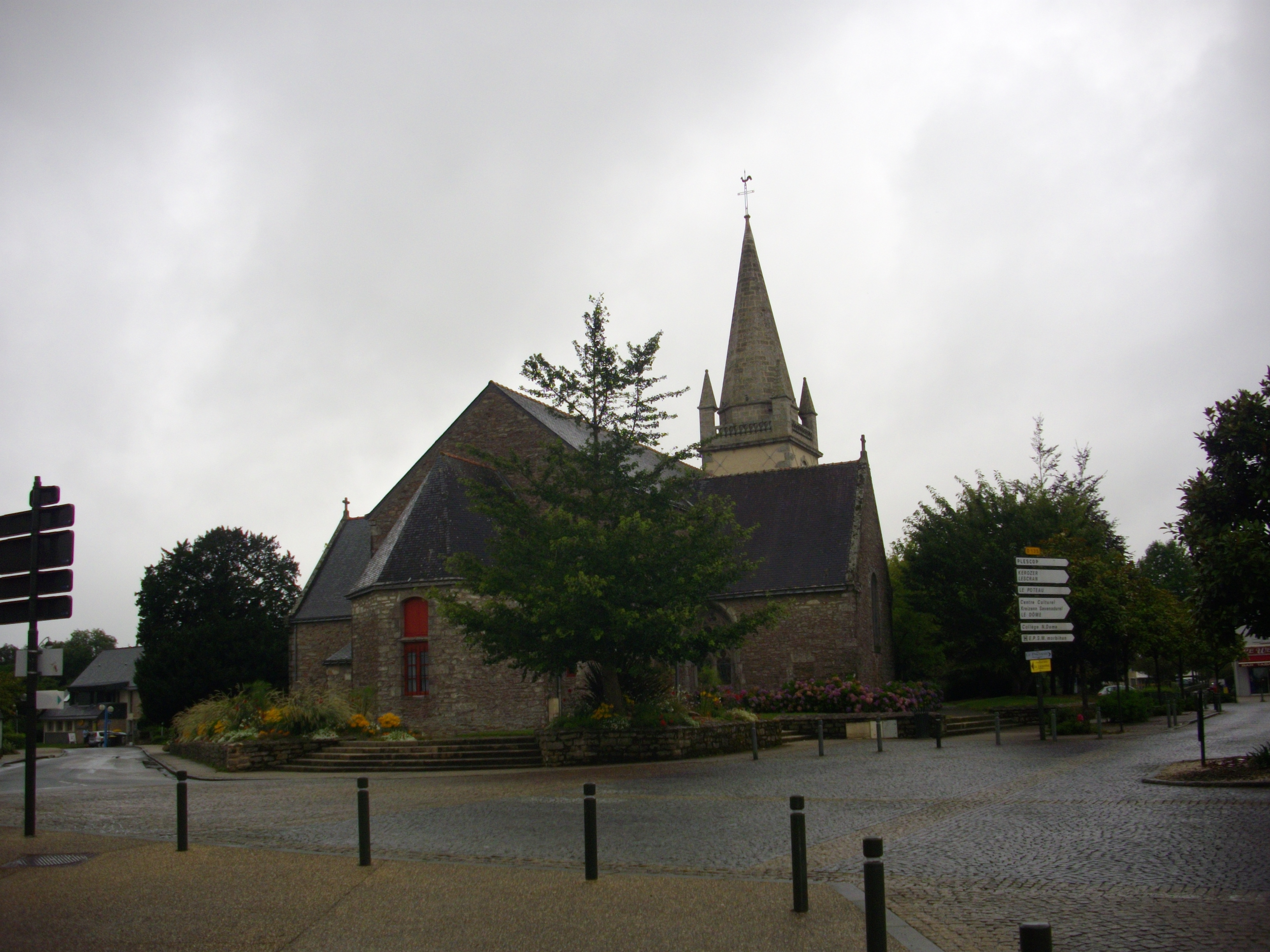
Церковь Святых Гервасия и Протасия
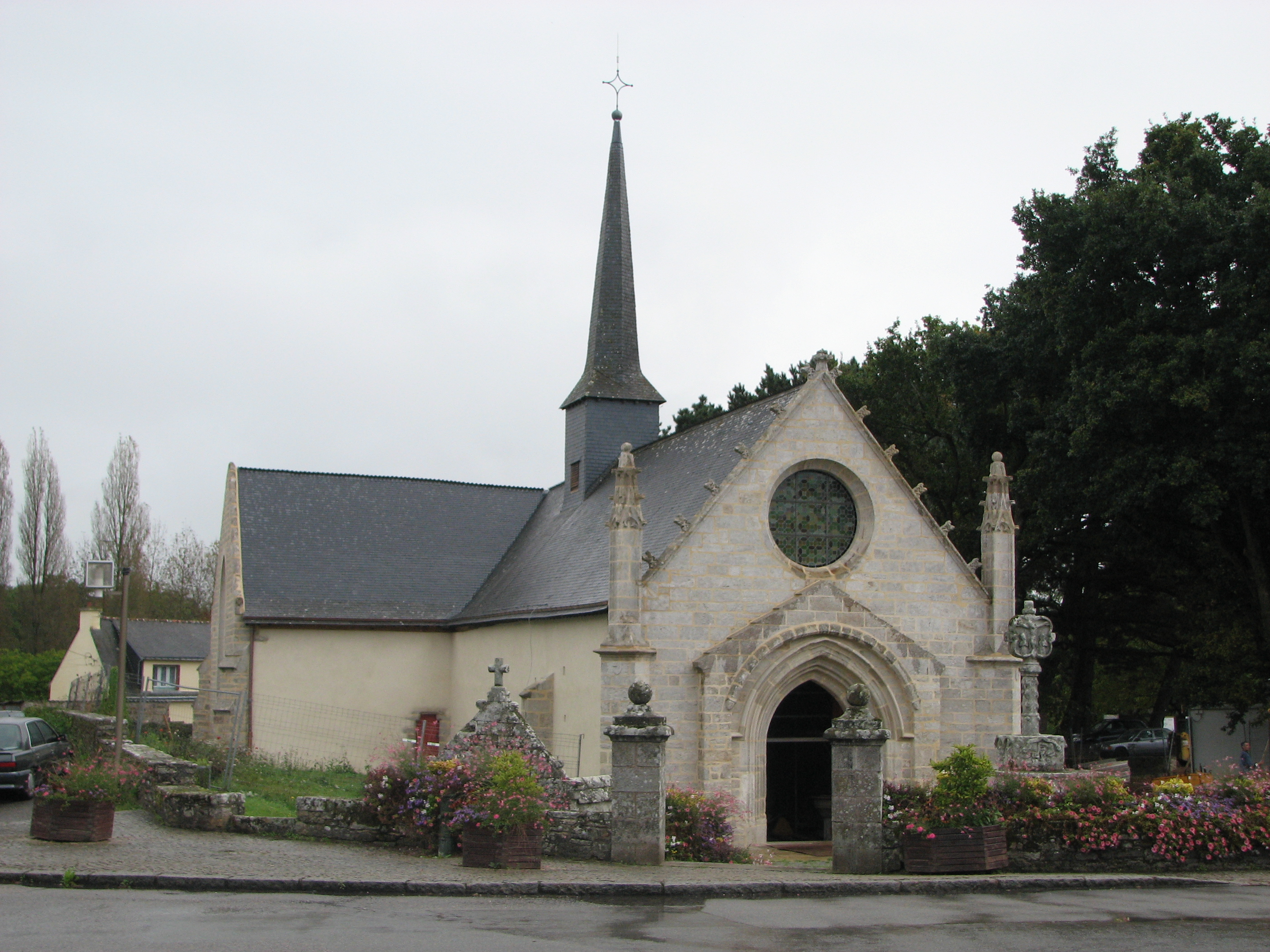
Часовня Нотр-Дам-дю-Лок
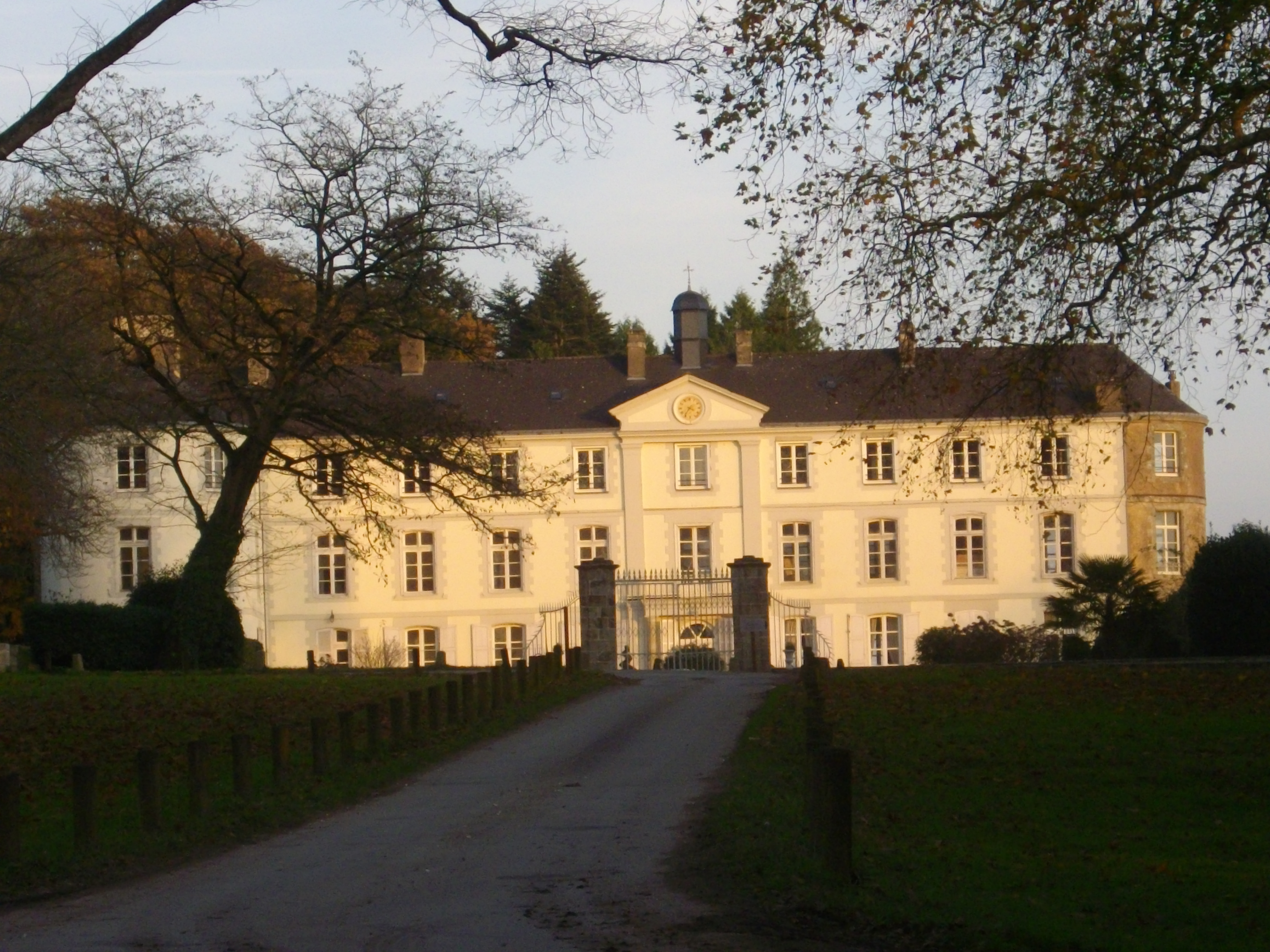
Шато Борегар
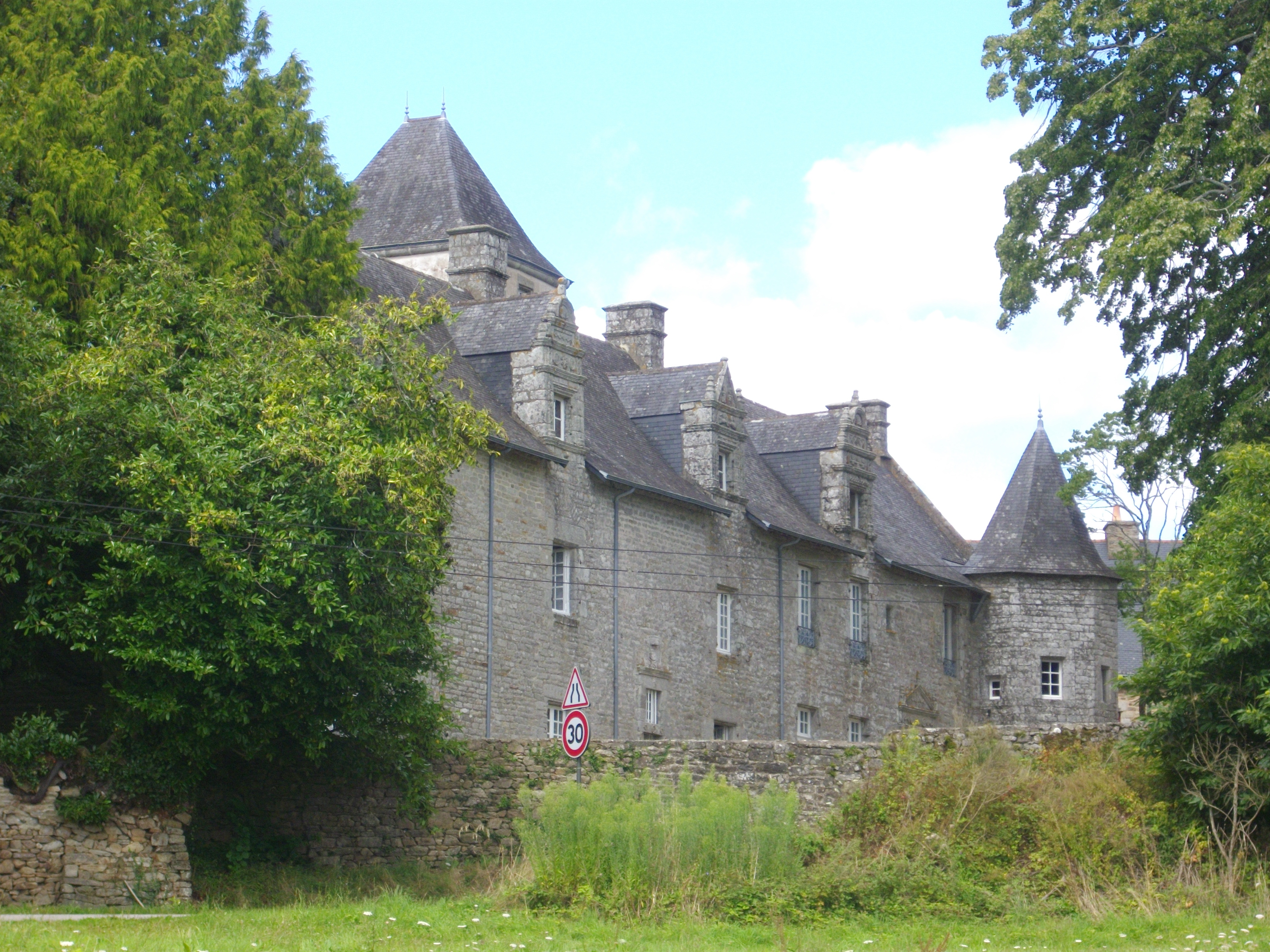
Шато Рюйяк
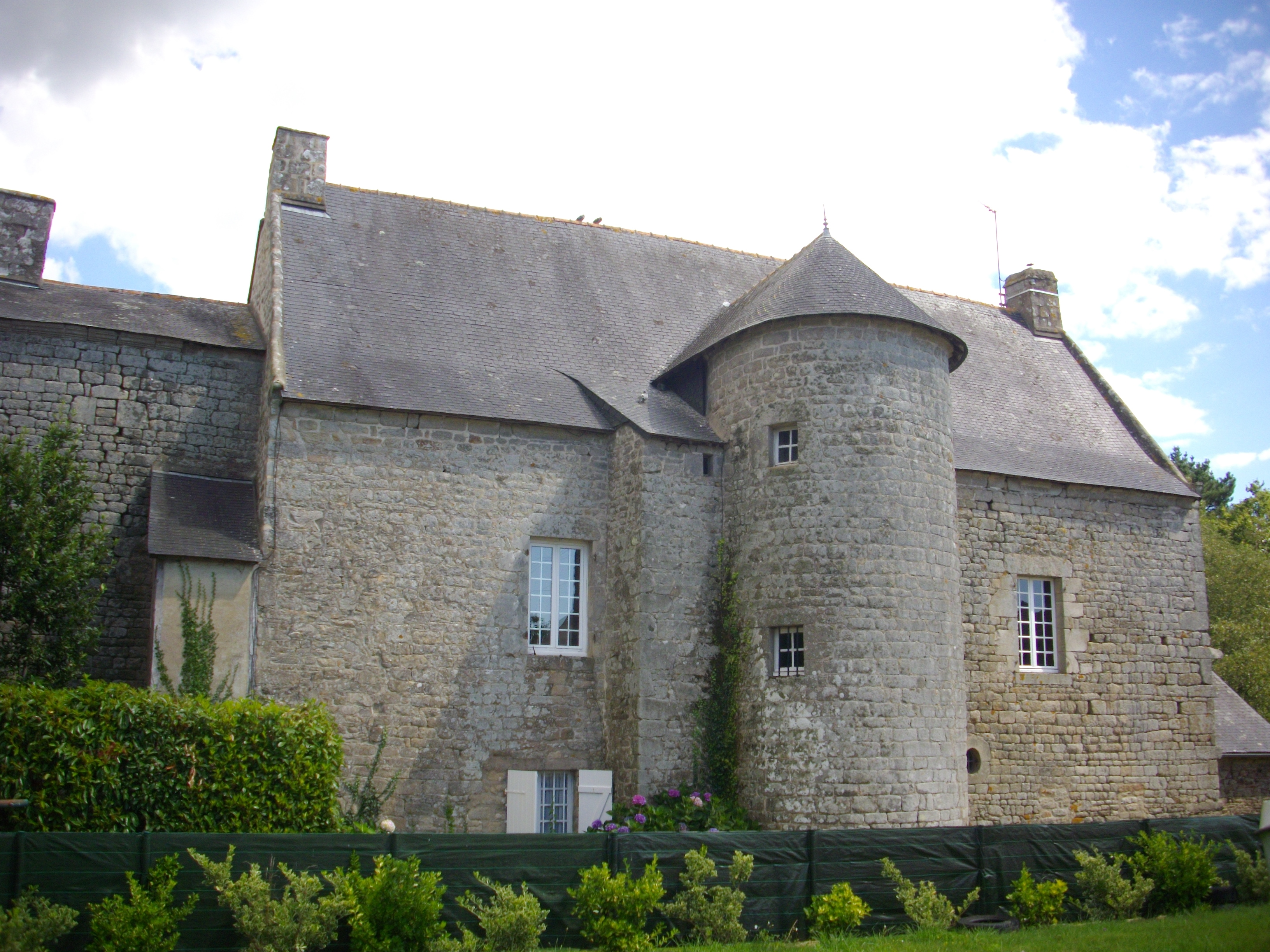
Особняк Коэдиго-Маланфан
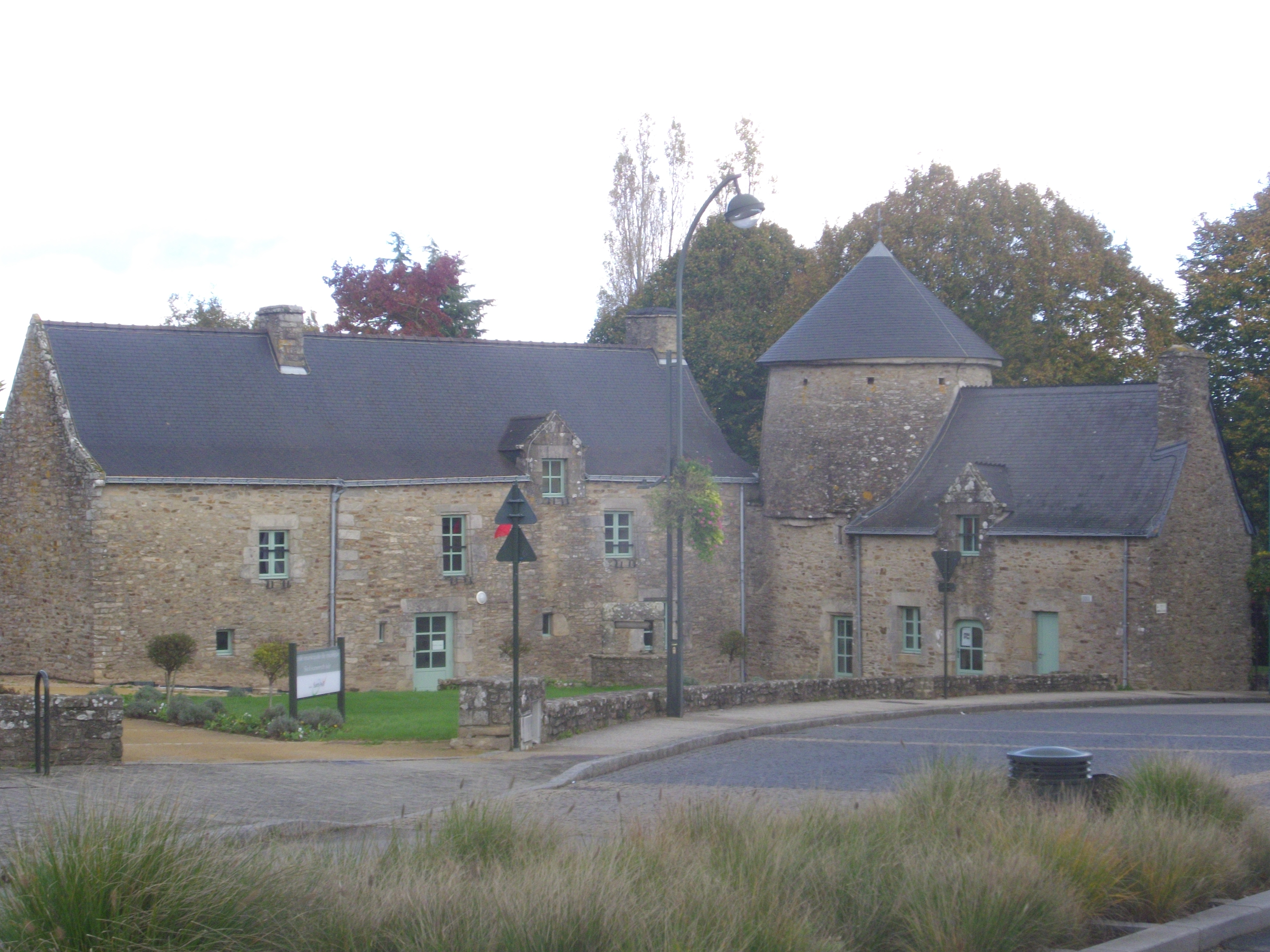
Усадьба Крескер